# Escuelas Públicas de Cambridge

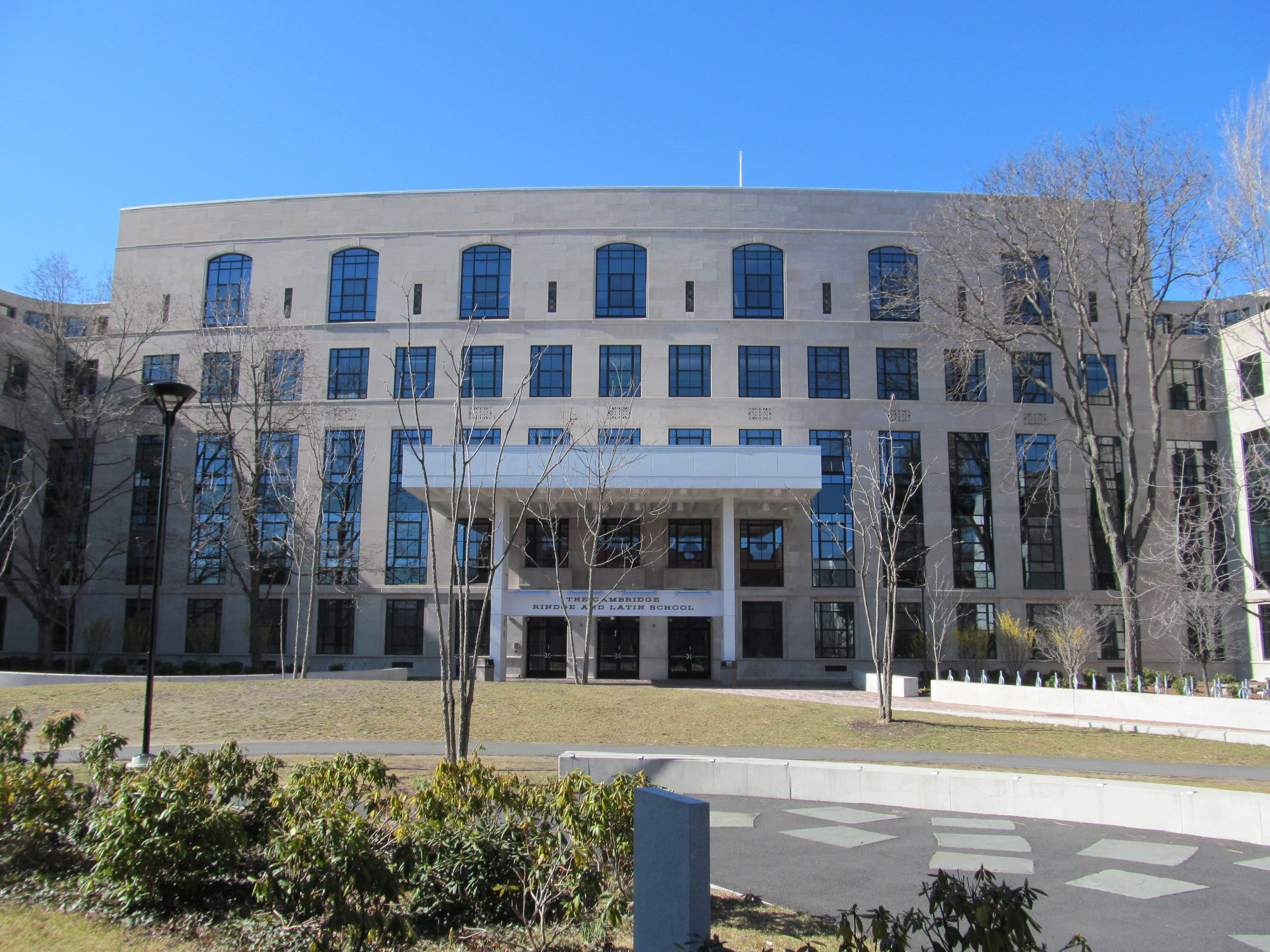
Cambridge Rindge & Latin School

Las Escuelas Públicas de Cambridge (Cambridge Public School District o Cambridge Public Schools, CPS) es un distrito escolar de Massachusetts. Tiene su sede en Cambridge. El distrito gestiona 12 escuelas primarias (incluyendo 10 escuelas primarias que tienen grados JK-5, una escuela Montessori que tiene servicios para niños de 3 años al grado 5, y una escuela de inmersión Inglés-Español de grados JK-5. También el distrito tiene cuatro escuelas medias ("upper schools") y una escuela preparatoria.